# Farol do Castelo de Santiago
O Farol do Castelo de Santiago localiza-se na margem norte da foz do rio Lima, na bateria WSW do Forte de Santiago da Barra, atrás da área portuária, na freguesia de Monserrate, cidade e distrito de Viana do Castelo, em Portugal.
Trata-se de um farol de torre cilíndrica vermelha com montantes, lanterna e varandim de serviço brancos.
Característica da Luz: 2 s ligada, 2 s desligada.

## Outras informações
- Uso atual: Ajuda activa à navegação.
- Entidade responsável: Direcção de Faróis, Marinha Portuguesa.
- Aberto ao público: Só área envolvente.